# Risveden

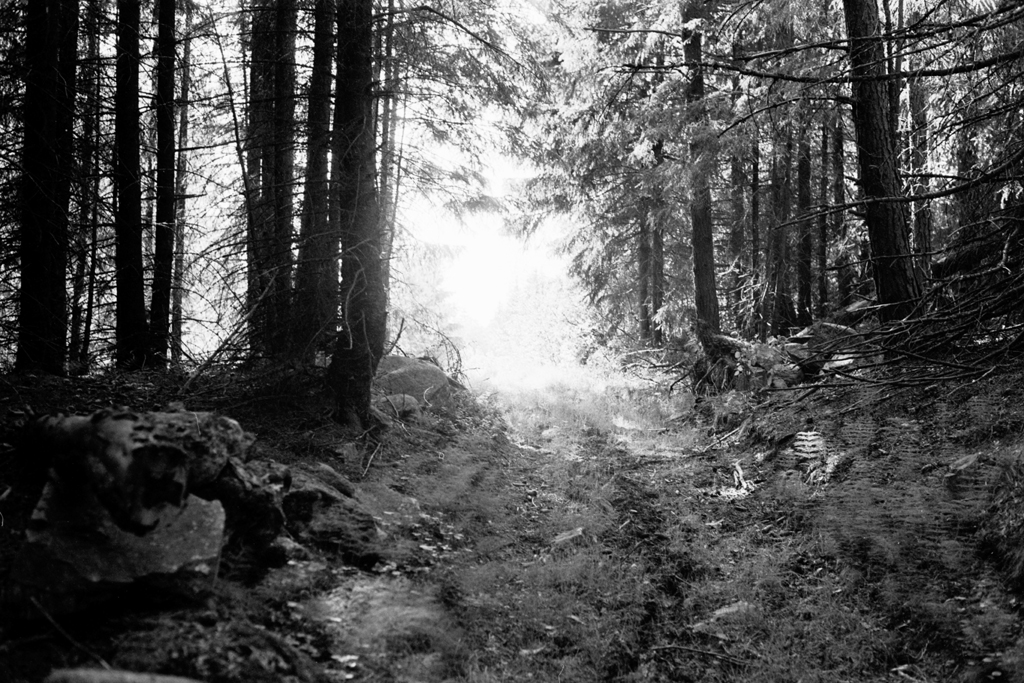
Risveden, nära byn Skår i Skepplanda socken.

Risveden är ett vidsträckt vildmarksområde och en gammal kronoallmänning med stora natur- och kulturhistoriska värden, beläget i Västergötland mellan Göta älvdalen i väster och sjöarna Mjörn och Anten i öster. Risveden är omkring 20 000 hektar stort (inom den tidigare kronoallmäningens gränser), till ytan större än ön Hisingen och det är Västsveriges största sammanhängande skogsområde.
Området har ett stort antal myrmarker, sjöar och tjärnar; de fyra största sjöarna är Tinnsjön och Holmevattnet i Ale kommun samt Hundsjön och Hälsingen i Alingsås kommun. Risveden avvattnas främst av Sörån (Slereboån) och Forsån som båda rinner ut i Grönån. Ett mindre antal sjöar avrinner istället åt öster genom mindre bäckar i Anten eller Mjörn som avvattnas av Säveån eller i norr åt Vanderydsvattnet och Slumpån. Samtliga åar ingår i Göta älvs avrinningsområde.

## Naturvärden
Området har stora naturvärden och främst i sydöstra delen har tolv områden avsatts som naturreservat under förvaltning av Västkuststiftelsen. I Skepplanda socken i Ale kommun ligger Trehörningen (Risvedens naturreservat etapp 1), som delas med Östads socken i Lerums kommun och ingår i EU-nätverket Natura 2000. Till samma kategori hör Bergsjön (Risvedens agkärr), Kroksjön (Risvedens naturreservat etapp 2) och Slereboåns dalgång i Skepplanda socken, liksom Rammdalen i Östads socken. Ekliden, Kvarnsjöarna, Risvedens vildmark (runt Stora Ljusevatten och Stora Rullesjön), Färdsleskogen, Skårs naturreservat och Iglekärr (Iglekärrs gammelskog) i Skepplanda socken är kommunala naturreservat, liksom Verleskogen (Verle gammelskog) i  Hålanda socken, Ale kommun, medan Idåsen i Långareds socken, Alingsås kommun är ett av de naturvårdsområden som också förekommer. 2014 utgjordes sammanlagt ungefär 1 000 hektar av skyddad natur, sedan dess har fyra naturreservat tillkommit (Ljusevatten, Färdsleskogen, Iglekärr och Skår).
Den sista kända björnen i Risveden sköts 1851, den senast dokumenterade vargen sköts 1858. 1984 dök en enstaka varg upp på nytt i byn Drängedalen i Skepplanda socken. Lodjur finns fortfarande kvar. I Risveden finns gott om klövvilt samt ett rikt fågelliv med skogshöns, hackspettar och rovfåglar, däribland kungsörn och berguv. Bäver och vildsvin har återinvandrat. I åarna finns förutom bestånd av den sällsynta flodpärlmusslan lekplatser för den speciella Grönålaxen som är en variant av den annars utdöda Göta älvlaxen.

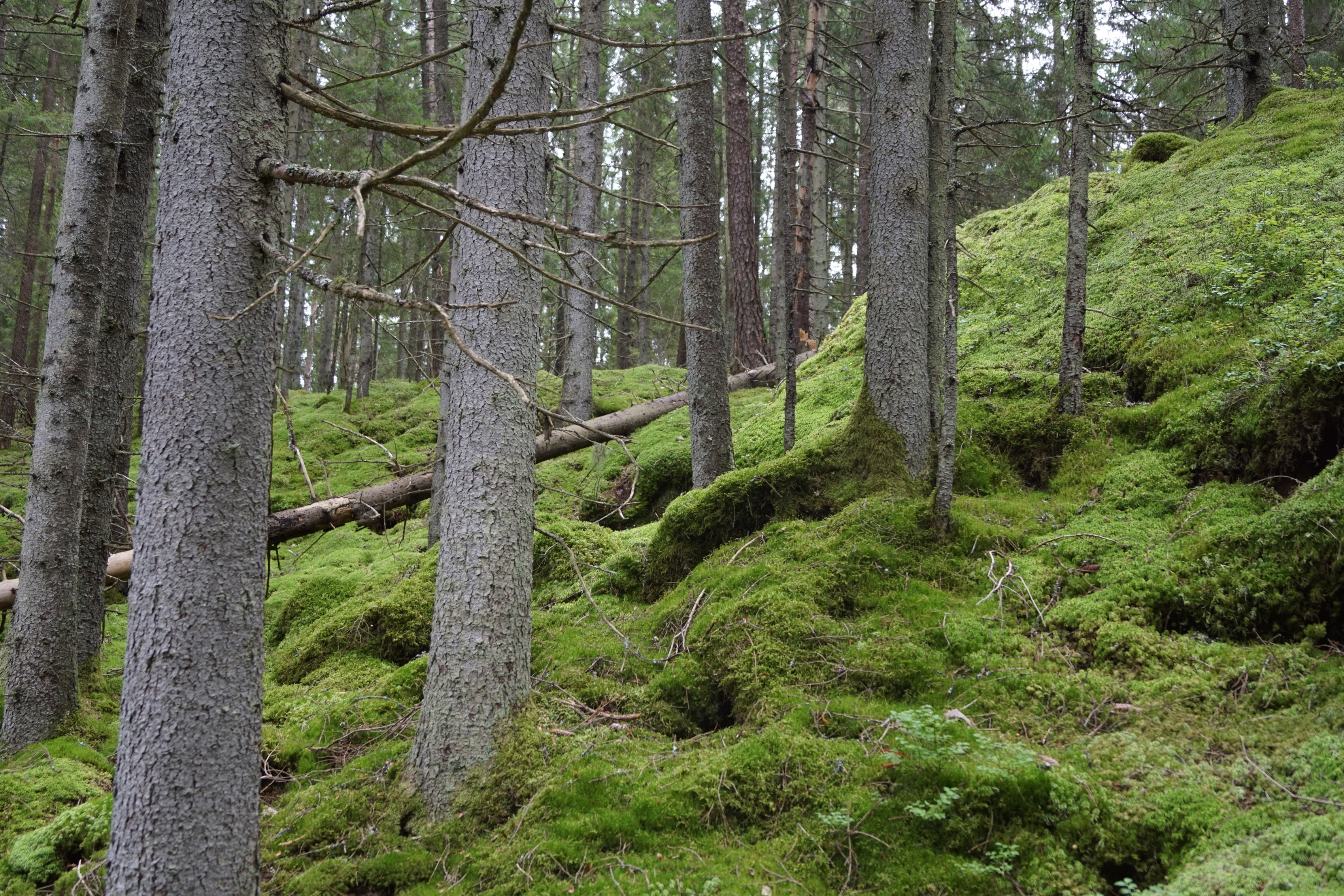
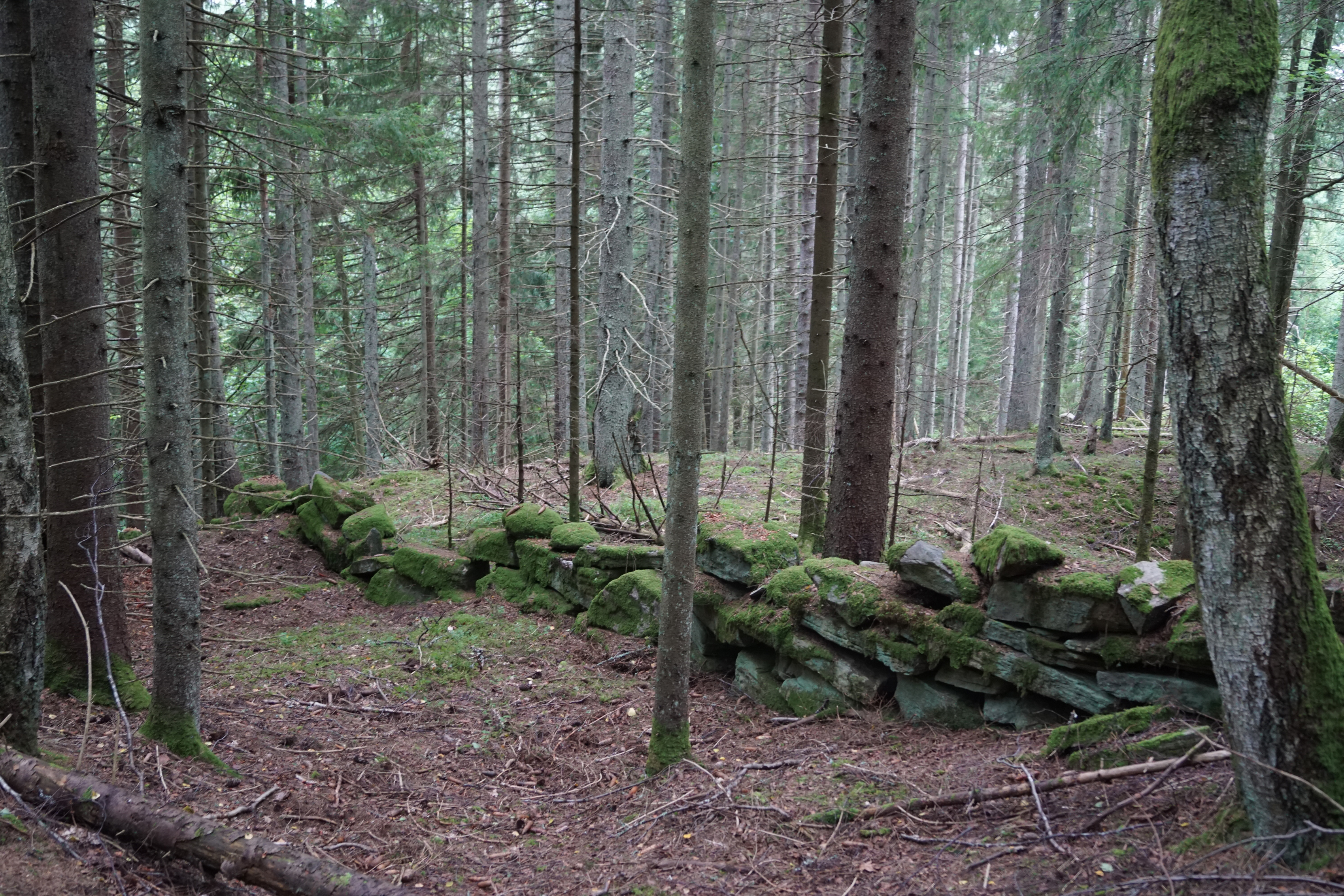

## Historia
Risveden omnämns i Yngre Västgötalagen från 1300-talet (Rishuidhär). Området var häradsallmänning, delat mellan Ale, Bjärke och Kullings härader. 1542 omvandlade Gustav Vasa (1496-1560) Risveden till kronoallmänning. Först 1833 återgick delen i Ale till häradsallmänning, 1842 återfick Kulling sin andel och 1852 Bjärke sin. Därefter vidtog en uppdelning av marken på olika gods och byar, därför finns en exklav i Risveden som tillfallit Lilla Edets kommun där socknarna Ale-Skövde, Sankt Peder och Tunge tillhörde Ale härad.
Området var i flera århundraden gränsbygd i fejderna mellan Sverige och Danmark. Otaliga berättelser och sägner berättar om slag och skärmytslingar i Risvedens skogar. Ofrederna återspeglas i namnbruk som Danskestallet och Jutamossen. Lämningarna är flertaliga, bl.a. gravfält vid Verle, Järnklev och Slerebo i Hålanda. Så sent som på 1940-talet berättade danska anläggningsarbetare i Trollhättan att man i danska kyrkor brukat läsa en bön över soldaterna:
| ” | För Risvedens mörka skogar och vilda folk bevare oss, o, milde Herre Gud | „ |

Risveden har också en flerhundraårig historia av småskalig bonde- och torparbebyggelse, i stora delar unikt för området.
Området har också präglats av de slott och storgods som finns i och omkring det: Kobergs slott, Livereds säteri och Gräfsnäs slott i norr, Alvhems kungsgård i väster samt Östads säteri och Kilanda säteri i söder.
Den medeltida ridvägen mellan Lödöse och Skara sträckte sig genom Risvedens nordvästra del. Hålvägar är fortfarande synliga på flera platser.